# 感応寺 (豊島区)
感応寺（かんのうじ）は、江戸時代に現在の東京都豊島区目白の鼠山にあった日蓮宗の寺院。山号は長曜山。

## 前史
1833年（天保4年）、宗門改により天台宗へ改宗されていた長耀山感応寺を再び日蓮宗に改宗する再興運動を、中山法華経寺の智泉院の日啓とその娘の専行院らが起こし、林肥後守、美濃部筑前守、中野播磨守らを動かした。輪王寺宮・舜仁法親王の働きかけにより日蓮宗への改宗は中止となったものの、別の土地での再興が認められ、併せて谷中にあった感応寺は護国山天王寺へ改称された。

## 年譜
1835年（天保6年）、安藤対馬守の下屋敷28600坪余が下賜され、名跡を継いだ長曜山感応寺の建設が開始された。
1836年（天保7年）、本堂、五重塔、経堂、鐘楼、庫裡、僧坊、書院、釈迦堂、鎮守堂、宝蔵、惣門、山門、中門などの荘厳な伽藍が完成した。
1841年（天保12年）、徳川家斉が死去し、水野忠邦は天保の改革に着手し、寺社奉行に阿部正弘を任命し、智泉院の手人れを行い、日啓は女犯の罪で召し取られ、遠島を申し渡されたが牢死する。長曜山感応寺は破却を命じられた。廃寺とともに、本尊（鎌倉時代作）は池上本門寺へ、祖師像は鎌倉薬王寺へ、伽藍の材木は鎌倉妙本寺等の各所へ送られた。このうち池上の本尊は東京大空襲で焼失し、妙本寺の材木はのちに身延山久遠寺祖師堂の再建用材として利用された。

## 発掘
2000年（平成12年）、豊島区教育委員会により行われた発掘調査で、本堂の礎石が目白4丁目から出土した。

## 誤伝
大谷木醇堂の「燈前一睡夢」では、江戸幕府11代将軍・徳川家斉の側室であった専行院（お美代の方）が、感応寺建立を家斉にねだり、実父であった日啓をその住職にしたと記されているが、日啓が感応寺の住職になった事実はない。感応寺はあくまでも池上本門寺を主導として新寺建立が進められており、専行院が家斉に懇願して建立したという俗説は否定される。
また専行院の手引きにより、感応寺の僧侶たちと大奥の女中たちが密通を繰り返し、事件発覚後に寺が廃寺となったという俗説が感応寺事件として一般にも知られているが、僧侶と大奥女中との密通が行われたのは日啓が住職を務める智泉院であり（智泉院事件）、感応寺ではない。ちょうど智泉院事件の関係者が処罰された1841年（天保12年）10月5日の同日に、感応寺の廃寺が決定した為、前記の「燈前一睡夢」によって智泉院事件と感応寺破却の一件が混同され、本書を参照した三田村鳶魚によって世間に流布される形となった。
密通事件そのものは智泉院の醜聞と結びつけられた誤解であるが、感応寺が徳川将軍家の私的な祈祷所として大奥女中たちの贔屓を受けたことは確かであり、また1834年（天保5年）に感応寺が「中野氏女性（お美代）」に対して「御取持」の報恩として、紺紙金泥法華経と日顗上人筆の御本尊を進呈しており、専行院が将軍家との仲介をしていたことは留意される。